# Hyperion (Energylandia)
Hyperion in Energylandia (Zator, Woiwodschaft Kleinpolen, Polen) ist eine Stahlachterbahn des Herstellers Intamin, die am 14. Juli 2018 eröffnet wurde. Mit einer Höhe von 78 m ist sie die zweithöchste Achterbahn Europas und die höchste Achterbahn in Europa mit Lifthill. Sie ist die höchste, längste und schnellste Achterbahn in Polen (Stand September 2023).

## Züge
Hyperion besitzt zwei Züge mit jeweils sieben Wagen. In jedem Wagen können vier Personen (eine Reihe) Platz nehmen.

## Auszeichnungen
2018 wurden der Park für die Achterbahn mit dem Neuheitenpreis „FKF-Award“ des Freundeskreises Kirmes und Freizeitparks e.V. ausgezeichnet.